# Swedish Open
Swedish Open – męski turniej tenisowy rangi ATP Tour 250 zaliczany do cyklu ATP Tour i kobiecy turniej tenisowy kategorii WTA 125. Rozgrywany od 1948 roku na kortach ziemnych w szwedzkim Båstad.
Kobiece rozgrywki w latach 2002–2008 rozgrywane były na kortach twardych, a od 2009 zawodniczki rywalizują na nawierzchni ziemnej. W 2002 i 2003 roku zawody odbywały się w Helsinkach, natomiast w latach 2004–2008 w Sztokholmie. W 2009 roku turniej został przeniesiony do Båstad. Ostatnia edycja zawodów pań odbyła się w sezonie 2017, a od 2018 turniej został zastąpiony rozgrywkami w Moskwie. Od 2019 roku turniej powrócił do Båstad jako zawody cyklu WTA 125K series.

## Mecze finałowe

### Gra pojedyncza mężczyzn
| Rok  | Zwycięzca                                    | Finalista                                    | Wynik                                        |
| 2025 | Luciano Darderi                              | Jesper de Jong                               | 6:4, 3:6, 6:3                                |
| 2024 | Nuno Borges                                  | Rafael Nadal                                 | 6:3, 6:2                                     |
| 2023 | Andriej Rublow                               | Casper Ruud                                  | 7:6(3), 6:0                                  |
| 2022 | Francisco Cerúndolo                          | Sebastián Báez                               | 7:6(4), 6:2                                  |
| 2021 | Casper Ruud                                  | Federico Coria                               | 6:3, 6:3                                     |
| 2020 | Turniej anulowano z powodu pandemii COVID-19 | Turniej anulowano z powodu pandemii COVID-19 | Turniej anulowano z powodu pandemii COVID-19 |
| 2019 | Nicolás Jarry                                | Juan Ignacio Londero                         | 7:6(7), 6:4                                  |
| 2018 | Fabio Fognini                                | Richard Gasquet                              | 6:3, 3:6, 6:1                                |
| 2017 | David Ferrer                                 | Ołeksandr Dołhopołow                         | 6:4, 6:4                                     |
| 2016 | Albert Ramos-Viñolas                         | Fernando Verdasco                            | 6:3, 6:4                                     |
| 2015 | Benoît Paire                                 | Tommy Robredo                                | 7:6(7), 6:3                                  |
| 2014 | Pablo Cuevas                                 | João Sousa                                   | 6:2, 6:1                                     |
| 2013 | Carlos Berlocq                               | Fernando Verdasco                            | 7:5, 6:1                                     |
| 2012 | David Ferrer                                 | Nicolás Almagro                              | 6:2, 6:2                                     |
| 2011 | Robin Söderling                              | David Ferrer                                 | 6:2, 6:2                                     |
| 2010 | Nicolás Almagro                              | Robin Söderling                              | 7:5, 3:6, 6:2                                |
| 2009 | Robin Söderling                              | Juan Mónaco                                  | 6:3, 7:6(4)                                  |
| 2008 | Tommy Robredo                                | Tomáš Berdych                                | 6:4, 6:1                                     |
| 2007 | David Ferrer                                 | Nicolás Almagro                              | 6:1, 6:2                                     |
| 2006 | Tommy Robredo                                | Nikołaj Dawydienko                           | 6:2, 6:1                                     |
| 2005 | Rafael Nadal                                 | Tomáš Berdych                                | 2:6, 6:2, 6:4                                |
| 2004 | Mariano Zabaleta                             | Gastón Gaudio                                | 6:1, 4:6, 7:6(4)                             |
| 2003 | Mariano Zabaleta                             | Nicolás Lapentti                             | 6:3, 6:4                                     |
| 2002 | Carlos Moyá                                  | Junus al-Ajnawi                              | 6:3, 2:6, 7:5                                |
| 2001 | Andrea Gaudenzi                              | Bohdan Ulihrach                              | 7:5, 6:3                                     |
| 2000 | Magnus Norman                                | Andreas Vinciguerra                          | 6:1, 7:6(6)                                  |
| 1999 | Juan Antonio Marín                           | Andreas Vinciguerra                          | 6:4, 7:6(4)                                  |
| 1998 | Magnus Gustafsson                            | Andrij Medwediew                             | 6:2, 6:3                                     |
| 1997 | Magnus Norman                                | Juan Antonio Marín                           | 7:5, 6:2                                     |
| 1996 | Magnus Gustafsson                            | Andrij Medwediew                             | 6:1, 6:3                                     |
| 1995 | Fernando Meligeni                            | Christian Ruud                               | 6:4, 6:4                                     |
| 1994 | Bernd Karbacher                              | Horst Skoff                                  | 6:4, 6:3                                     |
| 1993 | Horst Skoff                                  | Ronald Agénor                                | 7:5, 1:6, 6:0                                |
| 1992 | Magnus Gustafsson                            | Tomás Carbonell                              | 5:7, 7:5, 6:4                                |
| 1991 | Magnus Gustafsson                            | Alberto Mancini                              | 6:1, 6:2                                     |
| 1990 | Richard Fromberg                             | Magnus Larsson                               | 6:2, 7;6                                     |
| 1989 | Paolo Canè                                   | Bruno Orešar                                 | 7:6, 7:6                                     |
| 1988 | Marcelo Filippini                            | Francesco Cancellotti                        | 2:6, 6:4, 6:4                                |
| 1987 | Joakim Nyström                               | Stefan Edberg                                | 4:6, 6:0, 6:3                                |
| 1986 | Emilio Sánchez                               | Mats Wilander                                | 7:6, 4:6, 6:4                                |
| 1985 | Mats Wilander                                | Stefan Edberg                                | 6:1, 6:0                                     |
| 1984 | Henrik Sundström                             | Anders Järryd                                | 3:6, 7:5, 6:3                                |
| 1983 | Mats Wilander                                | Anders Järryd                                | 6:1, 6:2                                     |
| 1982 | Mats Wilander                                | Henrik Sundström                             | 6:4, 6:4                                     |
| 1981 | Thierry Tulasne                              | Anders Järryd                                | 6:2, 6:3                                     |
| 1980 | Balázs Taróczy                               | Tony Giammalva                               | 6:3, 3:6, 7:6                                |
| 1979 | Björn Borg                                   | Balázs Taróczy                               | 6:1, 7:5                                     |
| 1978 | Björn Borg                                   | Corrado Barazzutti                           | 6:1, 6:2                                     |

### Gra pojedyncza kobiet
| Rok                 | Zwyciężczyni                                 | Finalistka                                   | Wynik                                        |                            |
| 2025                | Elisabetta Cocciaretto                       | Katarzyna Kawa                               | 6:3, 6:4                                     |                            |
| 2024                | Martina Trevisan                             | Ann Li                                       | 7:6(4), 3:6, 6:3                             |                            |
| 2023                | Olga Danilović                               | Emma Navarro                                 | 6:2, 6:2                                     |                            |
| 2022                | Jang Su-jeong                                | Rebeka Masarova                              | 3:6, 6:3, 6:1                                |                            |
| 2021                | Nuria Párrizas Díaz                          | Wolha Hawarcowa                              | 6:2, 6:2                                     |                            |
| 2020                | Turniej anulowano z powodu pandemii COVID-19 | Turniej anulowano z powodu pandemii COVID-19 | Turniej anulowano z powodu pandemii COVID-19 |                            |
| 2019                | Misaki Doi                                   | Danka Kovinić                                | 6:4, 6:4                                     |                            |
| ↑ WTA 125K series ↑ |                                              |                                              |                                              |                            |
| 2018                | Turniej nie był rozgrywany                   | Turniej nie był rozgrywany                   | Turniej nie był rozgrywany                   | Turniej nie był rozgrywany |
| 2017                | Kateřina Siniaková                           | Caroline Wozniacki                           | 6:3, 6:4                                     |                            |
| 2016                | Laura Siegemund                              | Kateřina Siniaková                           | 7:5, 6:1                                     |                            |
| 2015                | Johanna Larsson                              | Mona Barthel                                 | 6:3, 7:6(2)                                  |                            |
| 2014                | Mona Barthel                                 | Chanelle Scheepers                           | 6:3, 7:6(3)                                  |                            |
| 2013                | Serena Williams                              | Johanna Larsson                              | 6:4, 6:1                                     |                            |
| 2012                | Polona Hercog                                | Mathilde Johansson                           | 0:6, 6:4, 7:5                                |                            |
| 2011                | Polona Hercog                                | Johanna Larsson                              | 6:4, 7:5                                     |                            |
| 2010                | Aravane Rezaï                                | Gisela Dulko                                 | 6:3, 4:6, 6:4                                |                            |
| 2009                | María José Martínez Sánchez                  | Caroline Wozniacki                           | 7:5, 6:4                                     |                            |
| 2008                | Caroline Wozniacki                           | Wiera Duszewina                              | 6:0, 6:2                                     |                            |
| 2007                | Agnieszka Radwańska                          | Wiera Duszewina                              | 6:1, 6:1                                     |                            |
| 2006                | Zheng Jie                                    | Anastasija Myskina                           | 6:4, 6:1                                     |                            |
| 2005                | Katarina Srebotnik                           | Anastasija Myskina                           | 7:5, 6:2                                     |                            |
| 2004                | Alicia Molik                                 | Tetiana Perebyjnis                           | 6:1, 6:1                                     |                            |
| 2003                | Anna Smasznowa                               | Jelena Kostanić                              | 4:6, 6:4, 6:0                                |                            |
| 2002                | Swietłana Kuzniecowa                         | Denisa Chládková                             | 0:6, 6:3, 7:6(2)                             |                            |

### Gra podwójna mężczyzn
| Rok  | Zwycięzcy                                    | Finaliści                                    | Wynik                                        |
| 2025 | Guido Andreozzi Sander Arends                | Adam Pavlásek Jan Zieliński                  | 6:7(4), 7:5, 10-6                            |
| 2024 | Orlando Luz Rafael Matos                     | Manuel Guinard Grégoire Jacq                 | 7:5, 6:4                                     |
| 2023 | Gonzalo Escobar Ołeksandr Nedowiesow         | Francisco Cabral Rafael Matos                | 6:2, 6:2                                     |
| 2022 | Rafael Matos David Vega Hernández            | Simone Bolelli Fabio Fognini                 | 6:4, 3:6, 13–11                              |
| 2021 | Sander Arends David Pel                      | Andre Begemann Albano Olivetti               | 6:4, 6:2                                     |
| 2020 | Turniej anulowano z powodu pandemii COVID-19 | Turniej anulowano z powodu pandemii COVID-19 | Turniej anulowano z powodu pandemii COVID-19 |
| 2019 | Sander Gillé Joran Vliegen                   | Federico Delbonis Horacio Zeballos           | 6:7(5), 7:5, 10–5                            |
| 2018 | Julio Peralta Horacio Zeballos               | Simone Bolelli Fabio Fognini                 | 6:3, 6:4                                     |
| 2017 | Julian Knowle Philipp Petzschner             | Sander Arends Matwé Middelkoop               | 6:2, 3:6, 10–7                               |
| 2016 | Marcel Granollers David Marrero              | Marcus Daniell Marcelo Demoliner             | 6:2, 6:3                                     |
| 2015 | Jérémy Chardy Łukasz Kubot                   | Juan Sebastián Cabal Robert Farah            | 6:7(6), 6:3, 10–8                            |
| 2014 | Johan Brunström Nicholas Monroe              | Jérémy Chardy Oliver Marach                  | 4:6, 7:6(5), 10–7                            |
| 2013 | Nicholas Monroe Simon Stadler                | Carlos Berlocq Albert Ramos-Viñolas          | 6:2, 3:6, 10–3                               |
| 2012 | Robert Lindstedt Horia Tecău                 | Alexander Peya Bruno Soares                  | 6:3, 7:6(5)                                  |
| 2011 | Robert Lindstedt Horia Tecău                 | Simon Aspelin Andreas Siljeström             | 6:3, 6:3                                     |
| 2010 | Robert Lindstedt Horia Tecău                 | Andreas Seppi Simone Vagnozzi                | 6:4, 7:5                                     |
| 2009 | Jaroslav Levinský Filip Polášek              | Robert Lindstedt Robin Söderling             | 1:6, 6:3, 10–7                               |
| 2008 | Jonas Björkman Robin Söderling               | Johan Brunström Jean-Julien Rojer            | 6:2, 6:2                                     |
| 2007 | Simon Aspelin Julian Knowle                  | Martín García Sebastián Prieto               | 6:2, 6:4                                     |
| 2006 | Jonas Björkman Thomas Johansson              | Christopher Kas Oliver Marach                | 6:3, 4:6, 10–4                               |
| 2005 | Jonas Björkman Joachim Johansson             | José Acasuso Sebastián Prieto                | 6:2, 6:3                                     |
| 2004 | Mahesh Bhupathi Jonas Björkman               | Simon Aspelin Todd Perry                     | 4:6, 7:6(2), 7:6(6)                          |
| 2003 | Simon Aspelin Massimo Bertolini              | Lucas Arnold Ker Mariano Hood                | 6:7(3), 6:0, 6:4                             |
| 2002 | Jonas Björkman Todd Woodbridge               | Paul Hanley Michael Hill                     | 7:6(4), 6:4                                  |
| 2001 | Karsten Braasch Jens Knippschild             | Simon Aspelin Andrew Kratzmann               | 7:6(3), 4:6, 7:6(5)                          |
| 2000 | Nicklas Kulti Mikael Tillström               | Andrea Gaudenzi Diego Nargiso                | 4:6, 6:2, 6:3                                |
| 1999 | David Adams Jeff Tarango                     | Nicklas Kulti Mikael Tillström               | 7:6(6), 6:4                                  |
| 1998 | Magnus Gustafsson Magnus Larsson             | Lan Bale Piet Norval                         | 6:4, 6:2                                     |
| 1997 | Nicklas Kulti Mikael Tillström               | Magnus Gustafsson Magnus Larsson             | 6:0, 6:3                                     |
| 1996 | David Ekerot Jeff Tarango                    | Joshua Eagle Peter Nyborg                    | 6:4, 3:6, 6:4                                |
| 1995 | Jan Apell Jonas Björkman                     | Jon Ireland Andrew Kratzmann                 | 6:3, 6:0                                     |
| 1994 | Jan Apell Jonas Björkman                     | Nicklas Kulti Mikael Tillström               | 6:2, 6:3                                     |
| 1993 | Henrik Holm Anders Järryd                    | Brian Devening Tomas Nydahl                  | 6:1, 3:6, 6:3                                |
| 1992 | Tomás Carbonell Christian Miniussi           | Christian Bergström Magnus Gustafsson        | 6:4, 7:5                                     |
| 1991 | Ronnie Båthman Rikard Bergh                  | Magnus Gustafsson Anders Järryd              | 6:4, 6:4                                     |
| 1990 | Ronnie Båthman Rikard Bergh                  | Jan Gunnarsson Udo Riglewski                 | 6:1, 6:4                                     |

### Gra podwójna kobiet
| Rok                 | Zwyciężczynie                                      | Finalistki                                         | Wynik                                        |                            |
| 2025                | Jesika Malečková Miriam Škoch                      | Irene Burillo Berfu Cengiz                         | 6–4, 6–3                                     |                            |
| 2024                | Peangtarn Plipuech Tsao Chia-yi                    | María Lourdes Carlé Julia Riera                    | 7:5, 6:3                                     |                            |
| 2023                | Irina Chromaczowa Panna Udvardy                    | Eri Hozumi Jang Su-jeong                           | 4:6, 6:3, 10–5                               |                            |
| 2022                | Misaki Doi Rebecca Peterson                        | Mihaela Buzărnescu Irina Chromaczowa               | walkower                                     |                            |
| 2021                | Mirjam Björklund Leonie Küng                       | Tereza Mihalíková Kamilla Rachimowa                | 5:7, 6:3, 10–5                               |                            |
| 2020                | Turniej anulowano z powodu pandemii COVID-19       | Turniej anulowano z powodu pandemii COVID-19       | Turniej anulowano z powodu pandemii COVID-19 |                            |
| 2019                | Misaki Doi Natalja Wichlancewa                     | Alexa Guarachi Danka Kovinić                       | 7:5, 6:7(4), 10–7                            |                            |
| ↑ WTA 125K series ↑ |                                                    |                                                    |                                              |                            |
| 2018                | Turniej nie był rozgrywany                         | Turniej nie był rozgrywany                         | Turniej nie był rozgrywany                   | Turniej nie był rozgrywany |
| 2017                | Quirine Lemoine Arantxa Rus                        | María Irigoyen Barbora Krejčíková                  | 3:6, 6:3, 10–8                               |                            |
| 2016                | Andreea Mitu Alicja Rosolska                       | Lesley Kerkhove Lidzija Marozawa                   | 6:3, 7:5                                     |                            |
| 2015                | Kiki Bertens Johanna Larsson                       | Tatjana Maria Olha Sawczuk                         | 7:5, 6:4                                     |                            |
| 2014                | Andreja Klepač María-Teresa Torró-Flor             | Jocelyn Rae Anna Smith                             | 6:1, 6:1                                     |                            |
| 2013                | Anabel Medina Garrigues Klára Zakopalová           | Alexandra Dulgheru Flavia Pennetta                 | 6:1, 6:4                                     |                            |
| 2012                | Catalina Castaño Mariana Duque Mariño              | Eva Hrdinová Mervana Jugić-Salkić                  | 4:6, 7:5, 10–5                               |                            |
| 2011                | Lourdes Domínguez Lino María José Martínez Sánchez | Nuria Llagostera Vives Arantxa Parra Santonja      | 6:3, 6:3                                     |                            |
| 2010                | Gisela Dulko Flavia Pennetta                       | Renata Voráčová Barbora Záhlavová-Strýcová         | 7:6(0), 6:0                                  |                            |
| 2009                | Gisela Dulko Flavia Pennetta                       | Nuria Llagostera Vives María José Martínez Sánchez | 6:2, 0:6, 10–5                               |                            |
| 2008                | Iveta Benešová Barbora Záhlavová-Strýcová          | Petra Cetkovská Lucie Šafářová                     | 7:5, 6:4                                     |                            |
| 2007                | Anabel Medina Garrigues Virginia Ruano Pascual     | Tetiana Łużanśka Chan Chin-wei                     | 6:1, 5:7, 10–6                               |                            |
| 2006                | Eva Birnerová Jarmila Gajdošová                    | Yan Zi Zheng Jie                                   | 0:6, 6:4, 6:2                                |                            |
| 2005                | Émilie Loit Katarina Srebotnik                     | Eva Birnerová Mara Santangelo                      | 6:4, 6:3                                     |                            |
| 2004                | Alicia Molik Barbara Schett                        | Anna-Lena Grönefeld Emmanuelle Gagliardi           | 6:3, 6:3                                     |                            |
| 2003                | Ołena Tatarkowa Jewgienija Kulikowska              | Tetiana Perebyjnis Silvija Talaja                  | 6:2, 6:4                                     |                            |
| 2002                | Arantxa Sánchez Vicario Swietłana Kuzniecowa       | Eva Bes María José Martínez Sánchez                | 6:3, 6:7(5), 6:3                             |                            |